# Predátor (film)
Predátor (v originále Predator) je americký akční sci-fi film z roku 1987, v němž hlavní roli ztvárnil známý hollywoodský představitel akčních hrdinů Arnold Schwarzenegger, který se s jeho jednotkou žoldáků setkává s neznámým mimozemským tvorem.
Film tak dal vzniknout dnes známé fiktivní postavě predátora, která se následně začala objevovat v komiksech, knihách, ale hlavně filmech Predátor 2, Vetřelec vs. Predátor a Vetřelci vs. Predátor 2.
Dílo bylo zfilmováno v Mexiku ve městě Puerto Vallarta. Záběry džungle byly natočeny poblíž archeologického naleziště Palenque taktéž v Mexiku.
Tvůrci disponovali rozpočtem 18 000 000 $, avšak film celosvětově vydělal 98 267 558 $.

## Děj
Film začíná scénou jak blízko Země proletí kosmická loď a vzápětí vypustí modul, který přistane v džungli.
Major Alan Schaefer, přezdívaný Dutch je povolán se svou jednotkou do Contamany, kde se setkává se svým přítelem z Vietnamu. Společně mají za úkol zachránit členy prezidentského kabinetu , kteří byli zajati povstalci a jsou vězněni kdesi v džungli na území Guatemaly .
Po objevení tábora povstalců Dutch a jeho lidé zjišťují, že nejde o členy prezidentova kabinetu, nýbrž o agenty CIA. K tomu všemu nachází v pralese těla stažená z kůže a zavěšená za nohy na stromy. Jednotka zajme z tábora mladou dívku, která se jmenuje Anna.
Při návratu na místo vyzvednutí se celý tým setkává s neznámým tvorem, který není vidět a zabíjí bleskurychle. Postupně umírá jeden člen týmu za druhým, až zůstanou pouze Dutch a Anna. Protože jsou již blízko místa vyzvednutí, major pošle mladou dívku, ať utíká napřed, že se pokusí neznámého tvora zadržet. Při setkání s predátorem spadne do řeky a když vylézá na břeh, zjistí, že díky bahnu jej predátor nevidí. Rozhodne se maskovat a nastražit past. Následně vyláká mimozemského tvora na souboj.
Dutchovi se podaří predátora silně zranit nastraženou pastí, avšak ten aktivuje své sebedestrukční zařízení. Dutch utíká na poslední chvíli a následně jej vyzvedává helikoptéra, ve které je Anna.

## Obsazení
| Arnold Schwarzenegger | major Alan 'Dutch' Schaefer – vůdce výpravy                                             |
| Richard Chaves        | Jorge Ramirez, přezdívaný Poncho                                                        |
| R.G. Armstrong        | gen. Phillips                                                                           |
| Bill Duke             | seržant Mac Eliot – blízký přítel Blaina se kterým zažil masakr během války ve Vietnamu |
| Sonny Landham         | Billy Sole – původní Američan s citlivým vnímáním džungle                               |
| Kevin Peter Hall      | Predátor – mimozemský tvor                                                              |
| Shane Black           | Hawkins                                                                                 |
| Carl Weathers         | Dillon – Dutchův spolubojovník z Vietnamu a současný agent CIA                          |
| Elpidia Carrillo      | Anna – zajatá dívka z povstaleckého tábora                                              |
| Jesse Ventura         | Blain – kamarád Maca, který v jednotce funguje jako operátor rotačního kulometu         |

## Výroba

### Vývoj
Pár měsíců po uvedení filmu Rocky IV se Sylvestrem Stallonem kolovaly po Hollywoodu vtípky, že jestli vznikne i pátý díl série, bude v něm Rocky Balboa boxovat s mimozemšťanem. Jim a John Thomas vzali vtipy vážně a začali pracovat na příběhu založeném na vtipu. Jejich náčrt se původně jmenoval Hunter (Česky: lovec).
Prvotní návrhy se dostaly až k 20th Century Fox a následně do rukou Joela Silvera, který se zkušenostmi z filmu Komando zdál být správnou volbou pro vysokorozpočtový snímek žánru sci-fi. Silver vybral za koprodukčního Lawrence Gordona a na post režiséra dosadil Johna McTiermana.

### Obsazení
Jako prvního povolali Silver a Gordon Arnolda Schwarzeneggera. Tomu se ale nelíbil původní scénář, protože šlo pouze o souboj jeho a mimozemského monstra. Film tak nabral nový směr, když byl doplněn také tým vojáků.
Carl Weathers, který byl znám coby nejprve soupeř a posléze trenér z filmů o Rockym Balboa ztvárnil Dillona – dávného partnera majora Dutche. Pro roli Blaina, žoldáka s těžkou technikou, byl vybrán wrestlingový zápasník Jesse Ventura. Původní Američan Sony Landham, Richard Chaves a Afroameričan Bill Duke, který hrál se Schwarzeneggerem ve filmu Komando, byli vybráni pro etnickou vyváženost rolí. Scenárista Shane Black (Smrtonosná zbraň, Poslední skaut) byl studiem najat nejen pro vedlejší roli, ale také aby dohlédl na McTiermana, který měl za sebou pouze akční sci-fi Nomádi.
Původně měl ve filmu hrát také Jean-Claude Van Damme, který by ztvárnil mimozemského lovce. Mělo jít o agilního lovce v ninja-stylu. Když se ovšem porovnal z pohledu fyzických proporcí s herci jako Schwarzenegger, Weathers a Ventura, kteří byli známi pro jejich body-buildingové zájmy, působil podřazeně. Van Damme si navíc na kostým neustále stěžoval, že je v něm horko a nejde se moc dobře pohybovat. Především z prvního důvodu byl nahrazen Kevinem Hallem, který měřil více než 220 cm a oproti představitelům lidské rasy řádně vynikal.

### Natáčení
Začátek natáčení byl o pár měsíců opožděn kvůli Schwarzeneggerovi. Prodleva však dala vzniknout změně místa natáčení z Tabasca na Puerto Vallarta.
Jak režisér McTierman, tak herec Arnold Schwarzenegger zhubli o cca 12 kg, ale u Schwarzeneggera to byla jeho profesionální volba kulturisty, zatímco McTierman odmítal jíst mexická jídla ze zdravotních důvodů. Sony Landham byl natolik labilní, že musel být najat bodyguard, ale nikoliv pro ochranu Landhama, ale pro ochranu ostatních členů štábu před Landhamem.

### Zvláštní efekty
Samotný vývoj prodělala postava Predátora. Původní návrh kostýmu pro Van Damma byl dosti odlišný a spoléhal především na rychlý pohyb a obratnost. Samotný kostým se od začátku natáčení tvůrcům moc nezamlouval a tak byl na doporučení Arnolda Schwarzeneggera povolán Stan Winston, který ihned začal pracovat na novém obleku. Svým způsobem k finální podobě přispěl i režisér James Cameron. Když cestoval s Winstonem letadlem a sledoval vznikající skici mimozemského tvora, navrhl že by rád viděl marťana s klepety a tak je Winston přimaloval. Do nového obleku rovnou nastoupil Kevin Peter Hall.
Kostým byl přesto dost těžký a poměrně neobratný. Ve scéně, kdy Predátor jde z vody k Dutchovi Kevin Peter Hall nic nevidí a okolí si musel zapamatovat před nasazením masky. Stan Winston však na Halla vzpomínal s tím, že jej neslyšel nikdy si stěžovat.
Ve filmu se dále objevovaly efekty jako světélkující krev, neviditelnost Predátora nebo elektrické výboje po těle mimozemšťana. Krev byla vytvořena pomocí smíchání dvou chemikálií z klasické svítící trubičky, které se využívají v armádě nebo při kempingu. Maskovací systém predátora vznikl pomocí sytě červeného obleku, který byl následně z filmu vystřižen a místo nahrazeno druhým snímkem.
Film byl v kategorii zvláštních efektů nominován na cenu Akademie.

### Hudba
Soundtrack k filmu zkomponoval Alan Silvestri, který dříve skládal hudbu k filmu Návrat do budoucnosti (1985).

## Zajímavosti
- Původně měl postavu predátora ztvárnit herec Jean-Claude van Damme, který ale nebyl pro postavu vyhovující, stejně jako původní kostým, protože měl malý vzrůst. Roli tak nakonec obsadil 220cm vysoký Kevin Peter Hall a van Damme je k vidění ve filmu pouze v krátké sekvenci na začátku filmu, kde vystupuje z vrtulníku.[6]
- Kromě filmu existuje také stejnojmenná knížka, která děj ale trochu více rozvíjí. Jméno státu ve kterém tým prvně přistane a jehož členy kabinetu musí zachránit je pojmenován jako Contamana. Na jejím konci major Dutch přežívá sebedestrukční výbuch predátora a je následně hospitalizován v nemocnici s diagnózou nemoc z ozáření. Odtamtud uteče a následně o něm již nikdo nemá další zprávy.